# Bärbel Koribalski
Dra. Bärbel Silvia Koribalski es una investigadora científica que trabaja en formación de galaxias, en el Australia Telescope National Facility (ATNF), parte del Astronomy & Space Science (CASS) de CSIRO. Obtuvo su Doctorado en la Universidad de Bonn en Alemania, y es conocida por sus estudios sobre galaxias cercanas. En 2011, recibió el Premio Newton Turner de CSIRO. También es la líder del proyecto de ASKAP HI All-Sky Survey, conocido como  WALLABY.

## Biografía
Nació en Wuppertal, Alemania, y creció en Colonia sobre el Rin. Estudió física en la Rheinische Friedrich-Wilhelms Universitaet Bonn.
La formación y la evolución de la galaxia. La cinemática de gas de las galaxias usando la línea espectral HI de 21 cm de hidrógeno neutro. Las observaciones de radio con el Australia Telescope Compact Array (ATCA), también conocido como el Observatorio Paul Wild en Narrabri, nombrado por John Paul Wild, Jefe de la División de Radiofísica de CSIRO y más tarde Presidente de CSIRO (1978-1985). El estudio de grupos de galaxias, como por ejemplo el Grupo Dorado con V.A. Kilborn et al.
Estudios actuales y planeados sobre las galaxias:
- "HI Parkes All Sky Survey" (HIPASS)[5]
- "Local Volume HI Survey" (LVHIS), conducido con el Australia Telescope Compact Array (ATCA) en Narrabri - Investigadora principal
- "ASKAP HI All-Sky Survey" (conocido como WALLABY) - Investigadora principal
- HI surveys con el Square Kilometre Array (SKA)

## Carrera
Diploma de Física (1990) y Doctorado (Otto Hahn Medal, 1993) - Universidad de Bonn, Alemania
- Premio Newton Turner Archivado el 17 de noviembre de 2015 en Wayback Machine. en 2011
- Líder de Ciencias CSIRO - OCE, desde 2012

## Asociaciones profesionales
- Unión Astronómica Internacional (IAU)
- Sociedad Australiana de Astronomía (ASA)

## Algunas publicaciones
- Publicaciones de la Dra. Bärbel Koribalski - fuente Sistema de Datos de Astrofísica (ADS) de la SAO/NASA